# IndUS Aviation
Pour les articles homonymes, voir Indus (homonymie).
IndUS Aviation Inc est une compagnie américaine installée 5681 Apollo Drive, Executive Airport, Dallas, Texas.
Fondée en 1994 par Ram Pattisapu, elle avait pour objectif initial de fabriquer et vendre des avions légers en Inde et les pays émergents. Ayant acheté droits et outillage du Thorp T-211, appareil qui répond à la nouvelle catégorie FAA des Avions Légers Sportifs (LSA), mais aussi à la norme FAR Part 23, IndUS Aviation commercialise aujourd’hui aux États-Unis cet appareil. Produits en sous-ensembles en Inde à partir de matériaux et d’outillages achetés aux États-Unis, les avions vendus par IndUS Aviation sont assemblés au Redbird Airport (en) de Dallas, Texas, où IndUS Aviation dispose d’un bâtiment de 2 000 m2. IndUS Aviation gère également une école de pilotage à Bengalore, en Inde.